# George Hargreaves
Pour les articles homonymes, voir Hargreaves.
George Hargreaves (né le 12 novembre 1952) est un paysagiste américain. Il a reçu de nombreuses récompenses pour sa contribution à la profession. Hargreaves et son agence ont dessiné de nombreux sites notamment pour les Jeux olympiques de Sydney en 2000, le Brightwater Waste Water Treatment Facility à Seattle, et l'université de Cincinnati.

## Projets
- 21st Century Waterfront, Chattanooga, Tennessee
- 300 Spear Street San Francisco, California
- Abu Dhabi Beaches, Abu Dhabi, Dubai
- American Indian Cultural Center, Oklahoma City, Oklahoma
- Arts of Collin County, Allen, Texas
- Astir Palace Hotel, Athens, Greece
- Baton Rouge Riverfront, Baton Rouge, Louisiana
- Bayfront Park, San Francisco, California
- Belo Garden, Dallas, Texas
- Bransten Residence, Bolinas, California
- Brightwater Wastewater Treatment Facility, Seattle, Washington
- Byxbee Park, Palo Alto, California
- Candlestick Point State Recreation Area, San Francisco, California
- Chennai International Airport Terminal, Chennai, India
- Banks|Cincinnati Riverfront Park, Cincinnati, Ohio
- Circular Quay, Sydney, Australia
- College of Santa Fe Master Plan, Santa Fe, New Mexico
- County Administration Center Waterfront Park, San Diego, California
- Crissy Field, San Francisco, California
- Dallas Downtown Parks Master Plan, Dallas, Texas
- Davenport Arts Walk, Davenport, Iowa
- Dayton Residence, Minneapolis, Minnesota
- Discovery Green, Houston, Texas
- Drexel University - 32nd Street Pedestrian Mall, Philadelphia, Pennsylvania
- Duke University - Student Center Plaza Durham, North Carolina
- East Darling Harbour Competition, Sydney, Australia
- Elizabeth Caruthers Park, Portland, Oregon
- Exploration Place, Wichita, Kansas
- Fort Washington Way, Cincinnati, Ohio
- Fresh Kills Landfill to Landscape Competition, New York City, New York
- General Motors Global Headquarters Riverfront Plaza and Promenade, Detroit, Michigan
- General Motors Tech Center Master Plan, Warren, Michigan
- Governors Island Park and Openspace Competition, New York, New York
- Guadalupe River Park, San Jose, California
- Hewlett Packard Courtyard, Palo Alto, California
- Hunter Point Shipyard Waterfront Park, San Francisco, California
- Knoxville South Waterfront Development, Knoxville, Tennessee
- Lake Union Park, Seattle, Washington
- Los Angeles State Historic Park, Los Angeles, California
- Louisville Waterfront Park Phase I, Louisville, Kentucky
- Louisville Waterfront Park Phase II, Louisville, Kentucky
- Millennium Point, New York City, New York
- Metropolis Mixed-Use Development, Los Angeles, California
- Mission Rock Seawall Lot 337, San Francisco, California
- Monongahela Wharf, Pittsburgh, Pennsylvania
- Nashville Riverfront Park, Nashville, Tennessee
- National Museum of Emerging Science and Innovation, Tokyo, Japan
- New Orleans Riverfront: Reinventing the Crescent, New Orleans, Louisiana
- Native American Cultural Center and Museum, Oklahoma City, Oklahoma
- New York City 2012 Olympic bid|New York City Olympics 2012, New York, New York
- New York City World Trade Center Competition, New York, New York
- One Island East, Hong Kong, China
- Parkview West, Chicago, Illinois
- Parque do Tejo e Trancao - Expo '98, Lisbon, Portugal
- Pennsylvania Avenue Streetscape, Washington D.C.
- Plaza de Cesar Chavez San Jose, California
- Poplar Point, Washington D.C.
- Reflections at Keppel Bay, Keppel Bay, Singapore
- Ritz-Carlton Hotel and Residences, Washington D.C.
- San Diego Community Plan Update, San Diego, California
- San Luis Rey River Park Master Plan, San Diego, California
- San Ramon City Center, San Ramon, California
- Shepherds Bush Common Competition, London, UK
- Shaw Center for the Arts Baton Rouge, Louisiana
- Singapore Marina Bay, Marina Bay, Singapore
- Smith Residence, Big Sky, Montana
- South Point Park, Miami Beach, Florida
- Sydney Olympics 2000, Sydney, Australia
- Taikoo Hui, Guangzhou, China
- Trinity River, Dallas, Texas
- University of Cincinnati Master Plan, Cincinnati, Ohio
- University of Cincinnati - Aronoff Center, Cincinnati, Ohio
- University of Cincinnati - Campus Green, Cincinnati, Ohio
- University of Cincinnati - Library Square, Cincinnati, Ohio
- University of Cincinnati - Main Street, Cincinnati, Ohio
- University of Cincinnati - McMicken Commons, Cincinnati, Ohio
- University of Cincinnati - Sigma Sigma Commons, Cincinnati, Ohio
- University of Cincinnati - University Commons, Cincinnati, Ohio
- University of Cincinnati - Zimmer Plaza, Cincinnati, Ohio
- Villa Zapu, Napa, California
- Oklahoma City Waterfront Park, Oklahoma City, Oklahoma
- William J. Clinton Presidential Center and Park, Little Rock, Arkansas
- Xochimilco, Mexico City, Mexico

## Sources
- (en) Cet article est partiellement ou en totalité issu de l’article de Wikipédia en anglais intitulé « George Hargreaves » (voir la liste des auteurs).